# Широкохвостая камышовка
Широкохвостая камышовка, или соловьиная камышовка, или широкохвостка (лат. Cettia cetti), — мелкая насекомоядная певчая птица из семейства ширококрылые камышевки (Cettidae).

## Описание
Широкохвостая камышовка длиной 13-14 см. По внешним признакам её можно спутать с камышовкой-барсучком или соловьиным сверчком, однако её шея короче, а телосложение компактнее. Клюв острый, хвост широкий, крылья сильно закруглены. Оперение верхней части тела от красно-коричневого до коричневатого окраса, нижняя часть тела от серо-белого цвета с коричневатыми оттенками по бокам и на брюхе. Половой диморфизм проявляется в размерах: самец крупнее самки.

## Распространение
Широкохвостая камышовка распространена на территории Средиземноморья. Она обитает в Марокко, Испании, от Южной Франции через Италию, Грецию и Переднюю Азию до северного Ирана и северного Афганистана, достигая Казахстана и Центральной Азии на востоке.

## Образ жизни
Широкохвостая камышовка населяет густой кустарник вблизи водоёмов с прибрежной растительностью, такой как тростник, ивы, бамбук, папирус, боярышник, ежевика и крапива. Птицы питаются преимущественно насекомыми и их личинками, пауками, мелкими улитками и другими беспозвоночными, иногда семенами растений. Хотя они редко покидают густые заросли растений, в поисках питания птицы перемещаются низко в кустах и скачут по земле.

## Размножение

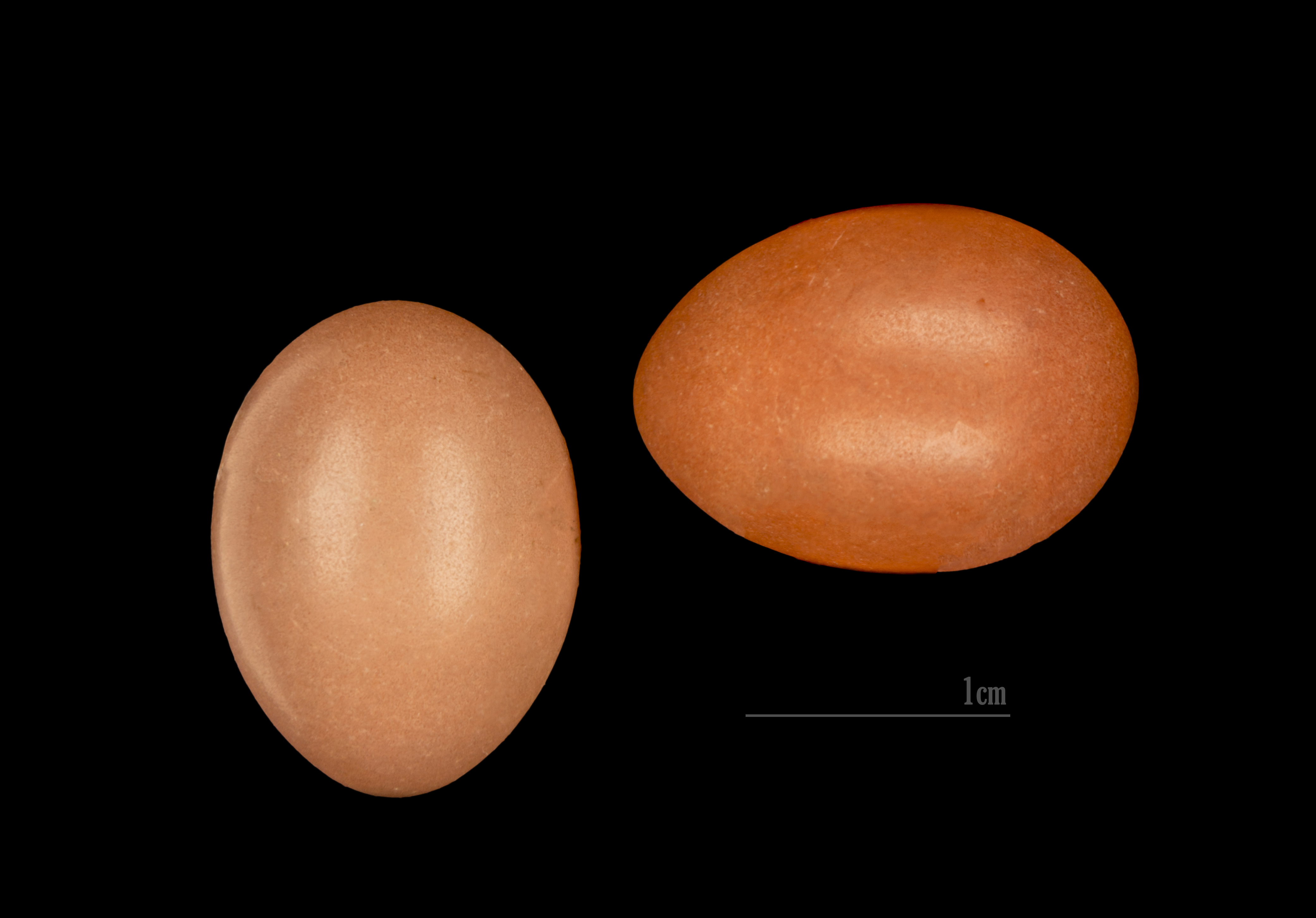
Cettia cetti

Летом самец проводит время так, чтобы звуками отметить своё присутствие на участке и приманить самок (обычно до трёх). При этом он энергично передвигается в кустарнике, подёргивая при этом крыльями и хвостом так же, как крапивник. Самец образует одновременно до трёх союзов на своём участке. В строительстве гнёзд и высиживании он не участвует. Самка строит чашеобразное гнездо из стебельков диаметром примерно 9 см и высотой 7—13 см на высоте менее 0,5 метра в густом кустарнике. Там самка высиживает от 3 до 5 яиц от тёмно-оранжевого до коричнево-красноватого цвета 13—17 дней. Самец участвует в выкармливании птенцов и выводка, который через 14–16 дней становится самостоятельным.